# Gelatină

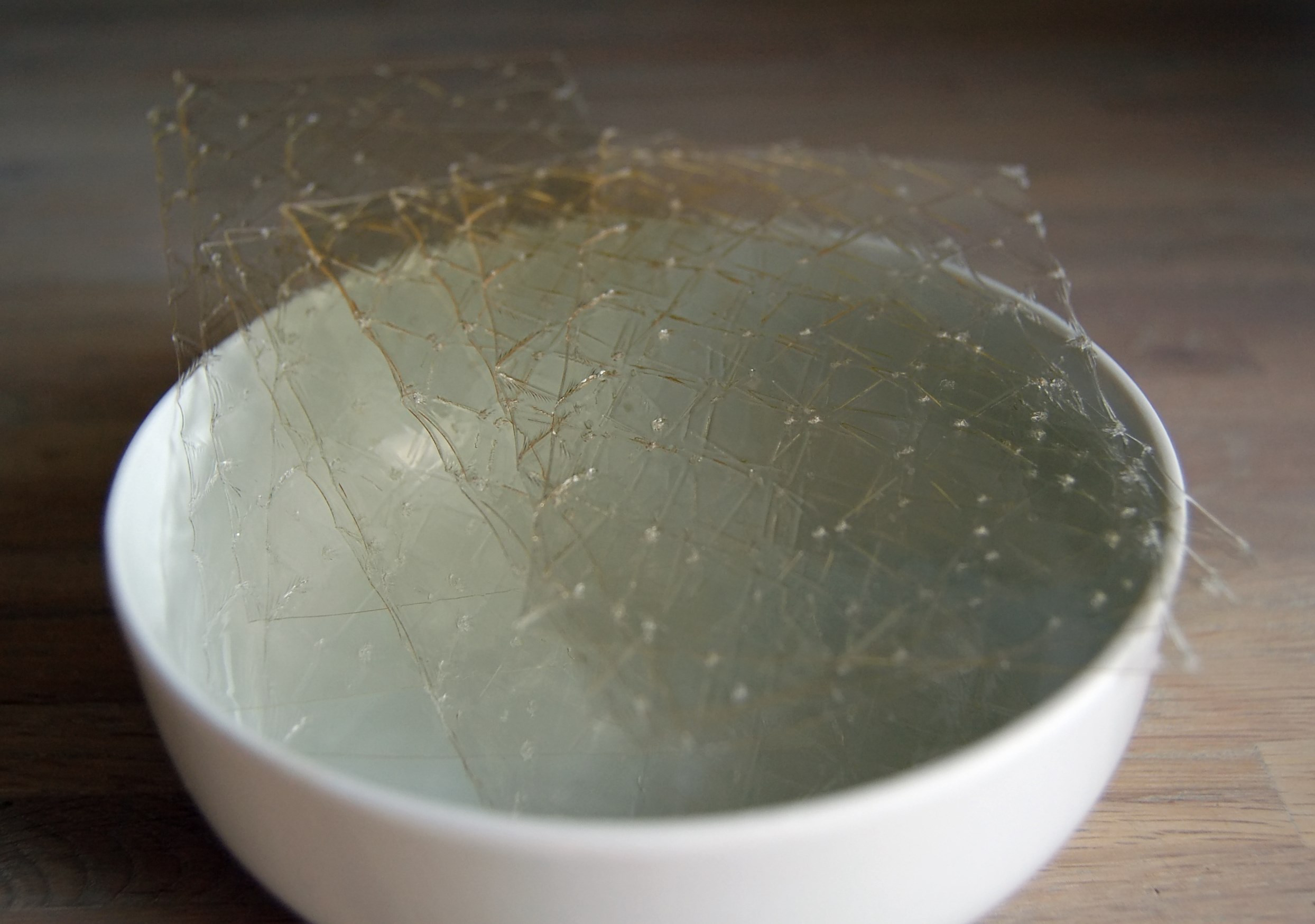
Gelatină

Gelatina este o materie proteică formată dintr-un șir de aminoacizi (glicină, prolină, alanină, valină, hidroxiprolină) cu masa molară medie de cca. 60000. Se prepară (sub formă de pulbere sau foi incolore sau gălbui) din oase, răzături de piele, cartilaje, prin fierbere. Gelatina absoarbe apa în cantități care depășesc de 10 ori masa ei proprie. Se dizolvă în apă caldă, formând soluții coloidale. Gelatina este folosită în industria alimentară, la fabricarea hârtiei, în industria fotografică, în medicină, ca mediu nutritiv pentru cultivarea bacteriilor ș.a.